# Манджил-Чокрак
Манджил-Чокрак, Манджил-Чешме— источник в юго-восточном Крыму, на южном склоне горы Ай-Георгий (она же Манджил-Кая), в верховьях балки Копсель, расположен на высоте 270 над уровнем моря
Существует версия, что именно этот родник дал название находившемуся при нём средневековому селению, упоминаемому в генуэзских документах впервые в 1488 году, как (итал. casale de Cara ihoclac) и в османских налоговых ведомостях за 1520 и 1542 год, что трактуется, как «тёмный», то есть, большой, обильный водой, источник. Родник был обустроен и вода по трубам поступала для нужд селения Токлук. Современное название выводят от родоплеменного имени манжули.
Родник отмечен на верстовке 1889 года и всех последующих подробных картах, через Манджил-Чокрак проходят популярные туристические маршруты.